# セクマ
セクマ（SECMA　Société d'Etude et de Construction de Mécanique Automobile）は、フランスの自動車メーカー。フランスのアニッシュに本社がある。

## 歴史
1995年にダニエル・ルナールによって設立された。ルナールが1975年に設立したマイクロカーの製造を行うAutomobiles ERADがその出自となっている。
設立当初、ルナールは最もシンプルな車を作りたいと考え、その価格は当時の20,000フラン未満（3,000ユーロ）としていた。1995年に発売された最初のセクマ社のモデルは、その思想に応え得るものだった。
2009年5月27日に、セクマの工場は火災によって失われた。その後、より現代的で機能的な施設に移転を行い、2012年には、主力モデルであるセクマF16の生産と並行して、セクマファンランダーが発売された。設立以来2014年までに、約30,000台のセクマおよびERAD車両が製造された - 平均して年間約750台となっている。
2016年のジュネーブモーターショーで、セクマF16 ターボが発表され、その1年後、セクマはファンバギーが発売された。このモデルはより地上高が高く、バギールックであった。

## 車種一覧
- Fun Tech 340 / Fun Quad 340（1995年-2018年）
- Fun Elec’（1995年-2018年）
- Fun Buggy 340cc（1995年-2018年）
- 6x4（1995年から2018年まで）
- Fun Extr’m 500 / F440 DCI（1995年-2018年）
- Fun Runner（1995年-2018年）
- Fun Family（1995年-2018年）
- F16/F16 Turbo（2016年-）
- Fun Buggy（2017年-）
- Qpod